# Відносини Таджикистан — НАТО
Співробітництво між Таджикистаном і НАТО почалось ще в 2002 році, як країна приєдналася до угоди Партнерство заради миру. НАТО і Таджикистан активно співпрацюють в боротьбі і з тероризмом і розвивають практичну співпрацю в багатьох інших областях, а також Таджикистан має Індивідуальний план партнерства у якому зазнечено програму співпраці між НАТО і Таджикистаном.
Таджикистан бере участь у низці заходів в рамках Партнерства заради миру (ПЗМ).

Члени програми «Партнерство заради миру»
Колишні члени, які приєдналися до НАТО

## Співробітництво з НАТО
Співпраця відбувається в рамках Ради євроатлантичного партнерства (РЄАП). Спеціальний представник Генерального секретаря НАТО по Кавказу і Центральної Азії посол Роберт Ф. Сіммонс, проводить на високому рівні політичний діалог з таджицькою владою за допомогою регулярних відвідувань країни. Офіцер зв'язку НАТО в Центральній Азії також відвідує Душанбе регулярно і проводить переговори з урядом.
НАТО і Таджикистан розвивають практичну співпрацю в ряді областей на основі програми індивідуального партнерства, який був спільно узгоджений протягом двох років. Основні напрямки включають безпеку і миротворчу співпрацю, особливо в боротьбі з тероризмом та охороні кордонів, антикризове управління і планування на випадок надзвичайних ситуацій.

## Основні напрямки співробітництва

### Співпраця в галузі безпеки
В рамках афганської компанії для допомоги авіабази в Узбекистані та Киргизії в Таджикистані була розміщена військово-повітряної база НАТО. У столиці Республіки розмістився французький військовий контингент, до складу якого: два військові транспортні літаки, 6 бойових літаків і приблизно 150 техніків і солдатів.. Союзники і Таджикистан також співпрацюють в боротьбі з міжнародним тероризмом. НАТО надає підтримку країні в її зусиллях по створенню навчального курсу для Військового інституту Міністерства оборони. Таджикистан також обмінюється відповідним досвідом та інформацією з союзниками. В 2006 Франція оголосила плани тимчасово розгорнути додатковий літак і подвоїти число військового персоналу в Таджикистані до 400 чоловік. В середині 2006, під час відвідування Міністра оборони США Д. Рамсфельда Душанбе, можливість збільшення військовослужбовців США в Таджикистані були, за повідомленнями ЗМІ, обговорені у світлі сумнівною надійності Киргизії
Таджикистан надсилає ряд одиниць, як для операцій НАТО, а також у рамках Партнерства заради миру. Участь у різних програмах вимагає від керівництва країни зважених рішень в кожному окремому випадку.
Одиниці, які комплектуються для операцій НАТО включають піхотний взвод для підтримки заходів ПЗМ на території Таджикистану, група офіцерів штабу та група військових медиків. Таджикистан також прагне розширювати співпрацю з союзниками по НАТО.

### Захист і реформа сектора безпеки
Таджикистан прагне розвивати стійкий і ефективний демократичний контроль над своїми збройними силами. Після консультацій з союзниками, країна розвивається, процедури координації дій уряду, парламенту і військових йдуть на користь, як країні в цілому так і у співпраці з союзниками. Під час виконання програми Партнерства заради миру, країні допомагають союзники в досягненні цілей і підвищенні здатності країни брати участь в миротворчих або інших операцій разом з силами НАТО.
Окрім співпраці в сфері підтримки операції НАТО в Афганістані НАТО сприяє Таджикистану в створенні в Військовому інституті при Міністерстві оборони навчальних курсів з протидії тероризму. Між Таджикистаном і країнами НАТО також налагоджено обмін спеціальною інформацією. Офіцери НД Таджикистану також беруть участь в курсах НАТО в школі Обераммгенау.
Таджикистан склав список частин і підрозділів, готових до участі в операціях і навчаннях НАТО — ПЗМ. У число частин і підрозділів увійшли: піхотний взвод для забезпечення заходів ПЗМ на території Таджикистану, група офіцерів штабу та група військових лікарів. Разом з державами-членами НАТО та іншими країнами-партнерами Таджикистан брав участь у ряді навчань ПЗМ
Союзники консультують Таджикистан по зміцненню своєї оборонної політики, стратегії та відповідного законодавства. НАТО також підтримує зусилля країни щодо модернізації та мобілізації відповідних державних ресурсів. НАТО і Таджикистан працюють і надалі співпрацюватимуть в зміцненні кордону країни і над протидією транскордонній злочинності, особливо незаконним обігом наркотиків.
Військова освіта є ключовим напрямком співпраці, і спільні зусилля тривають на розробці курсів в таких областях, як безпека кордонів і контролю, та мовної підготовки. НАТО і Таджикистан продовжують працювати над підготовкою вибраних осіб з країни НАТО, пов'язаних з діяльністю та можливого введення стандартів Альянсу в програмах військової освіти країни. Таджикистан направив офіцерів взяти участь в ознайомлювальних курсах НАТО і в Школі НАТО в Обераммергау.

### Планування цивільної безпеки
Таджикистан працює над подальшим поглибленням співпраці у сфері ліквідації наслідків стихійного лиха і процедур в цілях подальшого розвитку своїх власних можливостей. Країна розглядає питання про створення власного ліквідаційного центру наслідків стихійних лих.
Союзники працюють з Таджикистаном в розробці систем раннього попередження природних надзвичайних ситуацій. Представники з Таджикистану беруть участь у тактичних і оперативних курсах у військово-цивільній області.
НАТО та країни-партнери обмінюються необхідною інформацією та беруть активну участь у заходах планування цивільної оборони з метою оцінки ризиків і зниження уразливості цивільного населення по відношенню до тероризму та нападів із застосуванням хімічних, біологічних, радіологічних та ядерних засобів. Це включає розробку процедур врегулювання криз та активну участь у польових навчаннях.
Союзники по НАТО та партнери виконують план дій з планування цивільної оборони, затверджений Головним комітетом з планування цивільної оборони. Зокрема, партнери приєднуються до заходів, що виконуються на рівні Головного комітету, його комісій та комітетів з питань планування, щоб продумати усілякі варіанти підтримки

### Наука і довкілля
Вчені з Таджикистану отримали гранти в багатьох областях в рамках програми «Наука заради миру і безпеки». У 2006 році був отриманий грант на оновлення мережевої інфраструктури в технічному університеті Таджикистану.

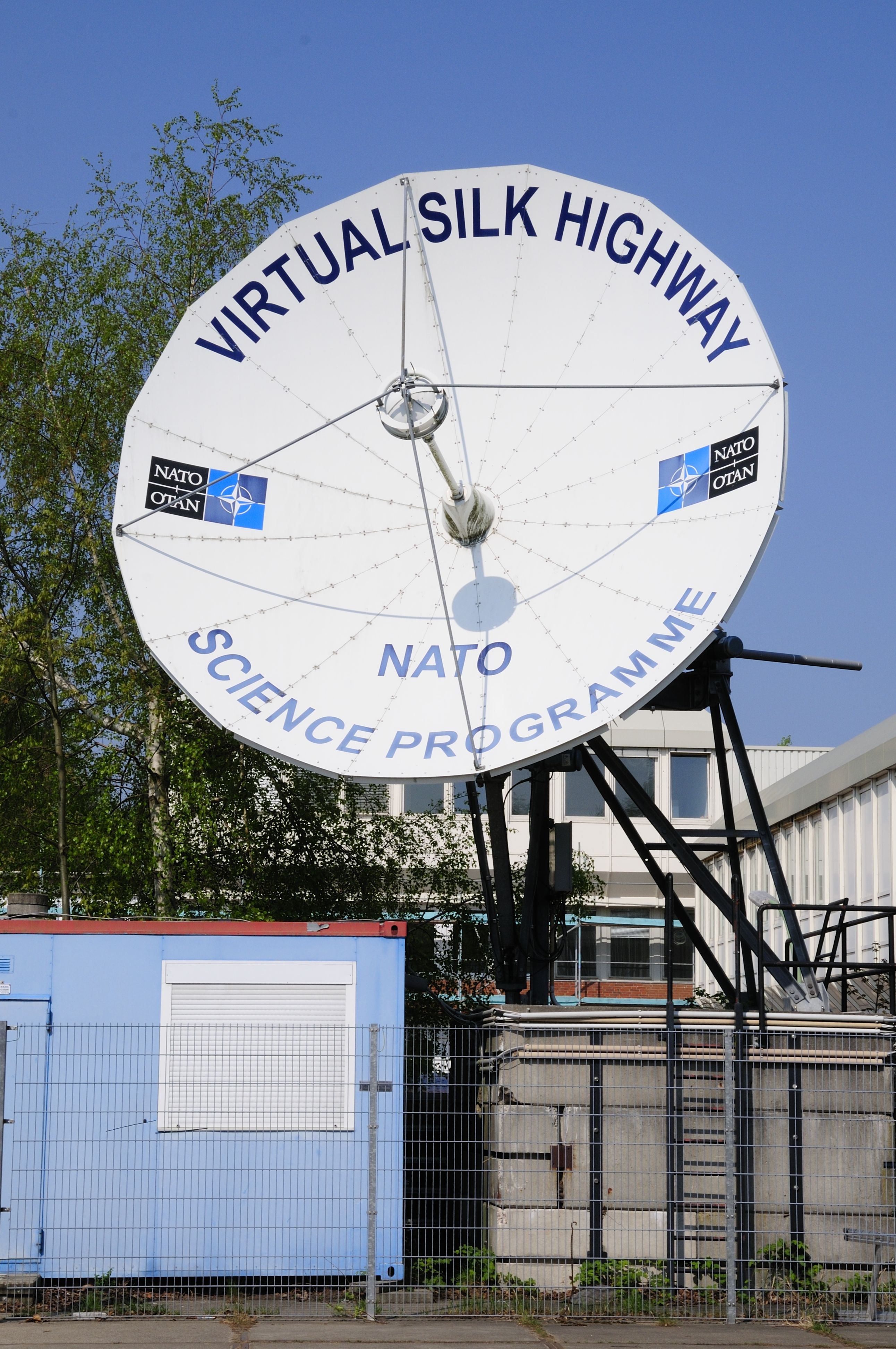
Програма «Наука заради миру» супутникова тарілка «Віртуальний шовковий шлях» DESY

Співпраця з НАТО та іншими країнами-партнерами ведеться також з видобутку урану та його використання у мирних цілях, а нові проекти знаходяться в стадії підготовки.
Таджикистан бере участь у віртуальному проекті «Шовковий проект», метою якого є поліпшення доступу до Інтернету для вчених і наукових співтовариств в країнах Кавказу і Центральної Азії через мережу супутникового зв'язку.
Успішній реалізації проекту сприяла значна підтримка, надана НАТО іншими організаціями, в тому числі «Cisco Systems» і «Deutsches Elektronen-Synchrotron» (DESY), багатонаціональна компанія з виробництва електронної техніки, пожертвувала апаратуру на 400 тис. Дол. США, яка буде встановлена на восьми національних станціях. «DESY», німецький науково-дослідний інститут, який знаходиться в Гамбурзі, запропонував безкоштовно розмістити у себе європейський мережевий центр і забезпечити технічне керівництво мережею — ця послуга оцінюється в 350 тис. дол. США. Крім того, «DESY» також дав згоду на підключення «Шовкової мережі» до «GÉANT» (загальноєвропейської гигабитной дослідницької мережі Європейського союзу), що дозволить користувачам «Шовкової мережі» з'єднуватися з численними іншими дослідницькими мережами в усьому світі. Ця послуга оцінюється в 125 тис. дол. США. На додаток до цього Комісія європейських співтовариств надає фінансування (220 тис. дол. США) двом європейським університетам — Лондонському університетському коледжі та університети Гронігема — для керівництва проектом та надання послуг з підтримки об'єктів інфраструктури.

## Еволюція відносин
Відносини НАТО-Таджикистан сягають 1992 року, коли країна приєдналася до Ради північноатлантичного співробітництва (пізніше перейменований в Раду євроатлантичного партнерства в 1997 році). Таджикистан приєднався до Партнерства заради миру в 2002 році, щоб працювати разом із союзниками в районах де збігаються їхні інтереси. З моменту вступу в ПЗМ, Таджикистан відіграє активну роль у проведенні та участі багатьох проектів, особливий акцент на управління та контроль цивільного планування та цивільно-військового співробітництва, а також залишаються додаткові можливості для поглиблення співробітництва.
Активізація співробітництва Таджикистану і НАТО почалася з середини 2007 року. Душанбе відвідав представник НАТО Р.Сіммонс обговоривши з таджицькою стороною питання більш активної участі в програмі «Партнерство заради миру», реформування Міністерства оборони Республіки та співробітництва сторін в області надзвичайного цивільного планування. Видається, що це був лише привід, головною метою Р.Сіммонс і приїхав за ним глави Центрального командування США адмірала У.Феллона була необхідність заручитися підтримкою Таджикистану у зв'язку з планами НАТО і США збільшити транзит вантажів до Афганістану. Це питання обговорив який відвідав Таджикистан глава Центрального командування США адмірал У.Феллон, з метою провести переговори з Президентом країни Е.Рахмоном та іншими відповідальними особами за питання національної безпеки. І якщо мова і не йшла про відкриття ще однієї американської бази, про що твердять вже кілька років після відходу з Узбекистану, то про розширення співпраці в плані використання аеропортів, можливо. Стало відомо, що до 2010–2011 років Пентагон сподівається закріпитися на аеродромі в Хорозі на кордоні з КНР. Привід — ремонт злітно-посадкової смуги на випадок НП в повітрі з літаками міжнародної коаліції в Афганістані. У відповідь у вересні 2007 року з метою вивчення можливості поглиблення співпраці з НАТО штаб-квартиру і Командування ОЗС НАТО з операцій відвідала група урядових чиновників Таджикистану.
У лютому 2009 року президент Е. Рахмон в рамках свого європейського турне провів зустріч з Генеральним секретарем Північноатлантичного альянсу. На зустрічі обговорювалися питання відкриття спеціального центру НАТО і створення рятувального центру в Таджикистані. На зустрічі президент РТ Е. Рахмон заявив, що «НАТО, як одна з важливих складових у забезпеченні безпеки в Афганістані, має налагодити активну співпрацю, насамперед, з країнами-сусідами ІРА, особливо з Таджикистаном, який має велику кордон з Афганістаном».
У січні 2009 року в Душанбе з офіційним візитом відвідав командувач Центральним командуванням США генерал Д.Петреус, який не виключив можливості фінансування будівництва нового моста через річку Пяндж, що з'єднує Таджикистан з Афганістаном. У лютому в країну прибув контр-адмірал Транспортного командування США М.Харнічек, який обговорював відкриття коридору через Таджикистан для перекидання невійськових вантажів НАТО до Афганістану.
Можливо, використовуючи фінансові складності, Душанбе намагався запропонувати Вашингтону розвиток військового співробітництва. В інтерв'ю «EurasiaNet» співробітник державного науково-дослідного центру, що побажав залишитися невідомим, сказав, що таджицькі власті готові розмістити в країні іноземні бази. "Таджикистан може надати не тільки технічні можливості, але і свою територію для розміщення баз. В даний час країна вкрай зацікавлена в мирному сусідстві, а зараз це може гарантувати лише американську присутність на кордоні з Афганістаном. Якщо постане питання про відкриття американської авіабази в країні, рішення, без сумніву, буде позитивним ", — вважає фахівець. Важлива база і для виживання республіки в умовах нестабільної економічної ситуації. Американська база стала б додатковим джерелом грошей для місцевої економіки, говорить старший економіст Міністерства економіки та розвитку торгівлі Таджикистану Х.Умаров. Сьогоднішня ситуація "не є життєздатною економічною моделлю, оскільки вона робить Таджикистан залежним від російської економіки. Співпраця з США на додаток до утворення нових робочих місць допоможе вдосконалити базу знань таджицьких підприємців ", — вважає Умаров.
Однак навряд чи США готові до додаткових витрат, які може принести відкриття нової військової бази. За словами посла США в Таджикистані Т.Джейкобсон, — «у США немає намірів відкривати нову базу в Центральній Азії, включаючи тут — в Таджикистані». Тим більше це неможливо в умовах фінансової кризи. Незважаючи на те, що, на думку посла, світова фінансова криза не вплине «серйозно» на рівень американської допомоги Таджикистану. Більш того, за її ж словами йде невелике зниження бюджету — від 31 мільйони доларів в 2008 до 29 мільйонів доларів США в 2009 році. Підкресливши, що кошти на нашу міжнародну допомогу в держбюджеті не дуже величезні.